# Watermantijdperk

Het astrologisch symbool voor Waterman

Het Watermantijdperk of Aquariustijdperk (Engels: Age of Aquarius) is volgens de astrologie het tijdperk dat het Vissentijdperk opvolgt. Het is een van de twaalf grote tijdperken die telkens beginnen wanneer het lentepunt een ander sterrenbeeld van de dierenriem binnengaat. De zon gaat 2160 jaar lang door het lentepunt (tijdens de lente-equinox, 21 maart) in hetzelfde dierenriemteken.

## Hipparchus
Hoewel het mogelijk is dat andere astronomen al eerder tot dezelfde conclusie kwamen, is het bekend dat rond 127 v.Chr. de Griekse astronoom-astroloog Hipparchus uit observatie ontdekte dat de hemelbol met sterren niet vast was, maar langzaam naar het oosten bewoog. Het lentepunt verschuift als gevolg daarvan retrograde langs de sterrenbeelden van de dierenriem. Deze cyclus wordt veroorzaakt door de precessie (tollen) van de aardas. De aardas maakt in ongeveer 25.920 jaar een cirkel, waarbij het lentepunt elke 2160 jaar – een Kosmische of Platonische maand genoemd – door een van de dierenriemtekens gaat (72 jaar per graad, 30° in 2160 jaar). De volledige cyclus van 25.920 jaar noemt men het Kosmisch Grootjaar of Platonisch Wereldjaar.

## Betekenis
Omstreeks het begin van onze jaartelling stond het lentepunt aan het einde van Vissen en het begin van Ram, en de volgende millennia bevond het zich in Vissen. Westelijke astrologen associëren het begin van het Vissentijdperk met de komst van Christus. Op dit moment bevindt het lentepunt zich op de grens tussen Vissen en Waterman. De eerstvolgende twee millennia zal het zich in Waterman bevinden.
Het Aquariustijdperk zou volgens mundaanastrologen gepaard kunnen gaan met grote veranderingen op wereldschaal. De nieuwe cultuur van de Waterman zou samenhangen met scheppende individualiteit. Waterman heerst traditioneel over elektriciteit, computers, luchtvaart, democratie, vrijheid, humaniteit, idealisten, modernisering, astrologie, zenuwaandoeningen, rebellen en opstand, waardoor op elk van deze gebieden veranderingen te verwachten zouden zijn. Andere trefwoorden en ideeën in verband met Waterman zijn non-conformiteit, filantropie, waarachtigheid, doorzettingsvermogen, menselijkheid en besluiteloosheid. Vaak beschouwen astrologen het optreden van veel van deze ontwikkelingen gedurende de laatste eeuwen als een indicatie van de nabijheid van het Watermantijdperk.

## Begin van het tijdperk
Astrologen zijn het er niet over eens wanneer het Watermantijdperk precies begint (of is begonnen). In de astrologie stelt men namelijk dat alle sterrenbeelden op de Dierenriem even groot zijn (elk 30 booggraden) en het is niet goed mogelijk dit passend te maken op de werkelijke sterrenbeelden. Op basis van onderzoek stelt Nicholas Campion (The Book of World Horoscopes) vast dat veruit de meeste publicaties (24) het tijdperk van Aquarius laten beginnen in de 20e eeuw, met de 24e eeuw op de tweede plaats (12 beweringen).

## Culturele associaties
- De oprichter van de Theosophical Society, Helena Blavatsky, kondigde eind 19e eeuw de komst aan van een nieuw tijdperk, de 'New Age'. waarin de mensheid een nieuwe fase zou ingaan. Dit idee  van een 'Age of Aquarius' werd in de jaren zestig en zeventig overgenomen door de hippie- en new agebewegingen.
- De musical Hair uit 1967, met het openingsnummer "Aquarius" en de regel "This is the dawning of the Age of Aquarius" bracht het concept van het Watermantijdperk wereldwijd onder de aandacht van het publiek.

## Bron
- (en) Michael Baigent, Nicholas Campion & Charles Harvey, Mundane Astrology: 'The Great Year'. The Aquarian Press (1984), p. 129. ISBN 0850303028.